# Grand-père, tu m'entends ?
Grand-père, tu m'entends ? est un épisode de la série télévisée d'animation Les Simpson. Il s'agit du cinquième épisode de la vingt-neuvième saison et du 623e épisode de la série. Il est diffusé pour la première fois le 5 novembre 2017 aux États-Unis.

## Synopsis
Homer amène toute la famille Simpson au planétarium de Springfield incluant son père, Abraham, pour son anniversaire. Abraham n'apprécie pas l'expérience et gâche aussi celles des autres à cause de ses problèmes d'audition. En effet, il ne se rend pas compte que la présentation du planétarium est commencée et continue à parler ce qui ruine l'expérience des autres visiteurs. Aussi, dans la voiture, les Simpson doivent mettre le son au maximum pour que ce dernier puisse entendre la musique ce qui rend le trajet très désagréable. Heureusement, pour son anniversaire, le vieux fou juif, un résident de la résidence pour personnes âgées, lui offre un appareil auditif. Ce cadeau aura pour effet de complètement changer la vie d'Abraham. Pendant ce temps, Lisa demande l'aide de Bart pour rentrer dans l'école la nuit pour changer une mauvaise réponse sur un de ses examens. Cependant, les deux enfants découvrent que Skinner vit dans le sous-sol de l'école. À la suite de l'incompréhension de Bart et Lisa, Skinner leur dit qu'il ne peut plus vivre à la maison, car il a découvert un terrible secret sur sa mère. Celle-ci lui avait fait croire, alors qu'il avait postulé plus jeune pour être batteur dans la fanfare de l'Université de l'Ohio, qu'il avait été recalé. Il vient de découvrir qu'il avait en fait été accepté, son rêve et son plus grand regret. Il décide de confronter sa mère qui lui explique qu'elle ne voulait pas le perdre et se retrouver seule, et ils se réconcilient. Abraham, lui, entendant tout avec l'aide de ses appareils auditifs, découvre qu'il n'est pas le bienvenu ni dans sa famille, ni au centre commercial, il se réfugie au bar des vétérans. Homer, ne sachant pas où est son père, a engagé un grand-père de substitution, mais Abraham revient et découvre qu'il manque à ses enfants et petits-enfants.

## Réception
Lors de sa première diffusion l'épisode a attiré 2,86 millions de téléspectateurs.